# Io che amo solo te (Sergio Endrigo)
Io che amo solo te è un brano musicale scritto dal cantautore Sergio Endrigo. Uscì come lato A nel 45 giri Io che amo solo te/Vecchia balera nel 1962, con arrangiamento di Luis Enriquez Bacalov, pubblicato dalla RCA Victor. Lo stesso anno il brano fu inserito nell'LP Sergio Endrigo (RCA Italiana, PML 10322), nel 1967 nella raccolta Ti amo (RCA Italiana, S 21), nel 1975 nell'album Endrigo dieci anni dopo (Dischi Ricordi, SMRL 6173), nel 1976 nell'album Ao vivo (Continental, 1-28-404-012), nel 1988 nell'album Il giardino di Giovanni (New Enigma Records, 2 NEM 47303), nel 1996 nella raccolta Il meglio (D.V. More Record, CD DV 5982), nel 2003 nella raccolta Altre emozioni (D'Autore, DA1013).
Si trova al 10º posto nella classifica delle 200 canzoni italiane più belle secondo Rolling Stone.

## Ispirazione e contenuto
della mia gioventù»
(Sergio Endrigo, Io che amo solo te, 1962)
Questa è una delle canzoni di Sergio Endrigo nate con musica e testo.
Una canzone pensata per chi ha scelto di condividere la vita con una sola persona, per sempre.
Il testo è semplice e lineare: parla di un amore unico ed assoluto. Il protagonista dichiara la sua devozione per la persona amata, promettendo fedeltà e la rinuncia a cercare nuove illusioni.

## Altre incisioni
- 1964 Jula de Palma nell'album Hello Julia
- 1968 Ornella Vanoni nell'LP Ai miei amici cantautori
- 1968 Mina nell'album I discorsi e nella raccolta Le più belle canzoni italiane interpretate da Mina
- 1970 Marisa Sannia nella raccolta Marisa Sannia canta Sergio Endrigo... e le sue canzoni
- 1975 Rita Pavone con Victor e il suo V Sound nel suo LP Rita per tutti, (RCA Italiana, TPL1 1164)
- 1976 Franco Simone nell'LP Respiro
- 1983 Nicola Di Bari
- 1984 Orietta Berti
- 1987 Ro.Bo.T. nell'LP Cantando cantando
- 1997 Jerry Adriani nell'LP Io (Albatroz – 2-482016), per il mercato brasiliano
- 1998 Zizi Possi nell'LP Passione
- 2002 Enzo Jannacci e Club Tenco nell'album Canzoni per te - Dedicato a Sergio Endrigo
- 2004 Joe Barbieri nel CD In parole povere (versione strumentale)
- 2006 Claudio Baglioni in Quelli degli altri tutti qui
- 2007 Massimo Ranieri nel CD Canto perché non so nuotare...da 40 anni
- 2008 Fiorella Mannoia nell'album Canzoni nel tempo
- 2010 Neri Per Caso con Ornella Vanoni nell'album Donne
- 2012 Giuni Russo (versione postuma)
- 2013 Enzo Jannacci nell’album postumo L'artista
- 2014 Chiara Civello con Chico Buarque nell'album Canzoni
- 2014 Gianna Nannini nell'album Hitalia
- 2015 Dear Jack nell'album Domani è un altro film (seconda parte)
- 2015 Alessandra Amoroso per la colonna sonora del film Io che amo solo te di Marco Ponti
- 2016 Fabio Concato con Fabrizio Bosso nell'album Non smetto di ascoltarti
- 2021 Orietta Berti con Le Deva nell'album La mia vita è un film